# Bigna Samuel
Bigna Samuel (sinh ngày 9 tháng 11 năm 1965) là vận động viên chạy cự ly trung bình người Vincent, từng thi đấu tại Thế vận hội Mùa hè 1992 ở Barcelona, Tây Ban Nha, và cũng đã tham dự ba Giải vô địch thế giới IAAF.

## Sự nghiệp
Samuel thi đấu tại Giải vô địch thế giới năm 1983 về điền kinh ở 1500 mét và cô đứng thứ 8 trong lượt chạy của mình và không thể tiến vào trận chung kết. Tám năm sau, tại Giải vô địch thế giới về điền kinh năm 1991, Samuel đã thi đấu ở hai sự kiện, đầu tiên là 3000 mét và cô đứng thứ 11 trong số 14 vận động viên của mình, sau đó 5 ngày cô thi đấu ở 1500 mét kết thúc thứ 11 trong lượt chạy và không thể tiến vào trận chung kết.
Năm sau, Samuel được chọn để đại diện cho Saint Vincent và Grenadines tại Thế vận hội Mùa hè 1992 ở độ cao 1500 mét, cô đã chạy trong cái nóng đầu tiên và sau khi chạy được 4: 33,41, cô đã hoàn thành thứ 13 trong số 15 người khởi động vì sức nóng của mình tiến vào vòng bán kết 
Vào năm 1995, Samuel đã tham dự Giải vô địch thế giới IAAF lần thứ ba về môn điền kinh khi cô đến Gothenburg, Thụy Điển, cô lại thi đấu ở cự ly 1500 mét, mặc dù cô đã hoàn thành thứ 9 trong lượt chạy của mình, cô chỉ còn ít hơn vài giây so với vòng loại tiếp theo.